# Женская историческая ассоциация Квинсленда
Женская историческая ассоциация Квинсленда является историческим обществом в Брисбене, Квинсленд, Австралия. Общество изучает историю и наследие Квинсленда, включая его пионерские семьи и вклад женщин. Штаб-квартира ассоциации находится в историческом доме Мегунья в Боуэн-Хиллз.

## История
Ассоциация была основана в Брисбене в апреле 1950 года как Женская историческая ассоциация. Её штаб-квартира находилась в историческом доме Ньюстед Хаус.
В 1957 году она была переименована в Квинслендскую женскую историческую ассоциацию. С 1960 по 1983 год Ассоциация установила мемориальные доски в память исторических мест, связанных с историей Квинсленда.
В 1966 году Ньюстед-хаус должен был быть превращен в музей, поэтому ассоциации потребовалась новая штаб-квартира. В то же время близлежащий исторический дом Мегунья (Miegunyah) (тогда называвшийся Beverley Wood) в Боуэн-Хиллз собирались снести. Через публичное обращение ассоциация собрала средства для депозита, чтобы купить Miegunyah и восстановить его былую славу.

## Текущая деятельность
Ассоциация продолжает восстанавливать и поддерживать Мегунью, который открыт для публики как музей и место для переговоров, выставок и общественных мероприятий. Ассоциация поддерживает библиотеку и архив, и издаёт книги.

## Памятные таблички
В число табличек, установленных ассоциацией, входят:
- Памятник на озере Мугера[англ.] женщинам района Фассиферн[англ.][3]
- Мемориал Cactoblastis рядом с Миал Крик, Долби ознаменовался появлением насекомого Cactoblastis[англ.], которое помогло уничтожить высокоинвазивную опунцию[англ.] на сельскохозяйственных землях Квинсленда[4].

## Коллекция
В отсутствие чётко определённой политики сбора, за эти годы ассоциация приобрела за счёт пожертвований ряд предметов в своей коллекции, которые не соответствовали её основной миссии — собирать и сохранять историю женщин, часто для сохранения ценных артефактов, которые в противном случае могли бы быть потеряны в отсутствие других организаций по сохранению наследия. После разработки политики сбора и анализа коллекции в 2016 году было решено пожертвовать некоторые оригинальные предметы для более подходящих коллекций.
В 1964 году Рома Браун, внучка первого губернатора Квинсленда Джорджа Боуэна, пожертвовала ассоциации серебряную лопату. 27 сентября 1865 года Боуэн использовал эту лопату, чтобы перевернуть первый дерн Северной железной дороги Квинсленда в Рокгемптоне, она была преподнесена в качестве сувенира по случаю. В 2018 году ассоциация пожертвовала её Государственной библиотеке Квинсленда.
Также в 1964 году миссис Вернон Алфорд передала ассоциации вазу. Считается, что это любимый свадебный подарок мистера Луи Хоупа из Дома Ормистон. В 2018 году он был передан в дар Дому-музею Ормистон.

## Публикации
Опубликованные работы ассоциации включают:
- Queensland Women's Historical Association (1970), A history of Kangaroo Point, Queensland Women's Historical Association, Дата обращения: 10 июля 2015
- Queensland Women's Historical Association (1998), Body, mind and soul : recalling the unsung carers of the community : the bush nurses, teachers and pastoral workers, Queensland Women's Historical Association, ISBN 978-0-9590271-7-4
- Cazalar, Lorraine; Queensland Women's Historical Association (2010), A family, their business, their houses : the Perry family of Brisbane, Queensland Women's Historical Association Inc, ISBN 978-0-9578228-2-5
- Queensland Women's Historical Association (2010), The Matildas : short biographies of Queensland women past and present, The Queensland Women's Historical Association, ISBN 978-0-9578228-3-2
- Hacker, D. R. (Diana R.); Spinaze, M. P. (Murray P.); Queensland Women's Historical Association (2012), A place, a purpose and a plaque : pioneer sites of Brisbane, Queensland and overseas, Queensland Women's Historical Association, ISBN 978-0-9578228-5-6